# Castelo de Sponeck
O Castelo de Sponeck, anteriormente chamado Spanegge, é a ruína de um castelo de colina a uma altura de 202 m perto do Reno próximo ao bairro Jechtingen da comunidade Sasbach am Kaiserstuhl no distrito de Emmendingen em Baden-Württemberg. O castelo foi construído sobre os restos de um  castro da Antiguidade tardia.

## Localização geográfica
Tanto o forte como o castelo foram construídos no que era então um afloramento rochoso de 25 metros de altura cercado em três lados pelo Reno. Um ataque só era possível a partir do leste. Somente após a correção do Alto Reno de Tulla, o Reno se deslocou cerca de 200 metros para o oeste. Devido à mudança associada na topografia, a rocha a oeste de Sasbach-Jechtingen está agora completamente cercada por terra.

## História

### Castro da Antiguidade tardia

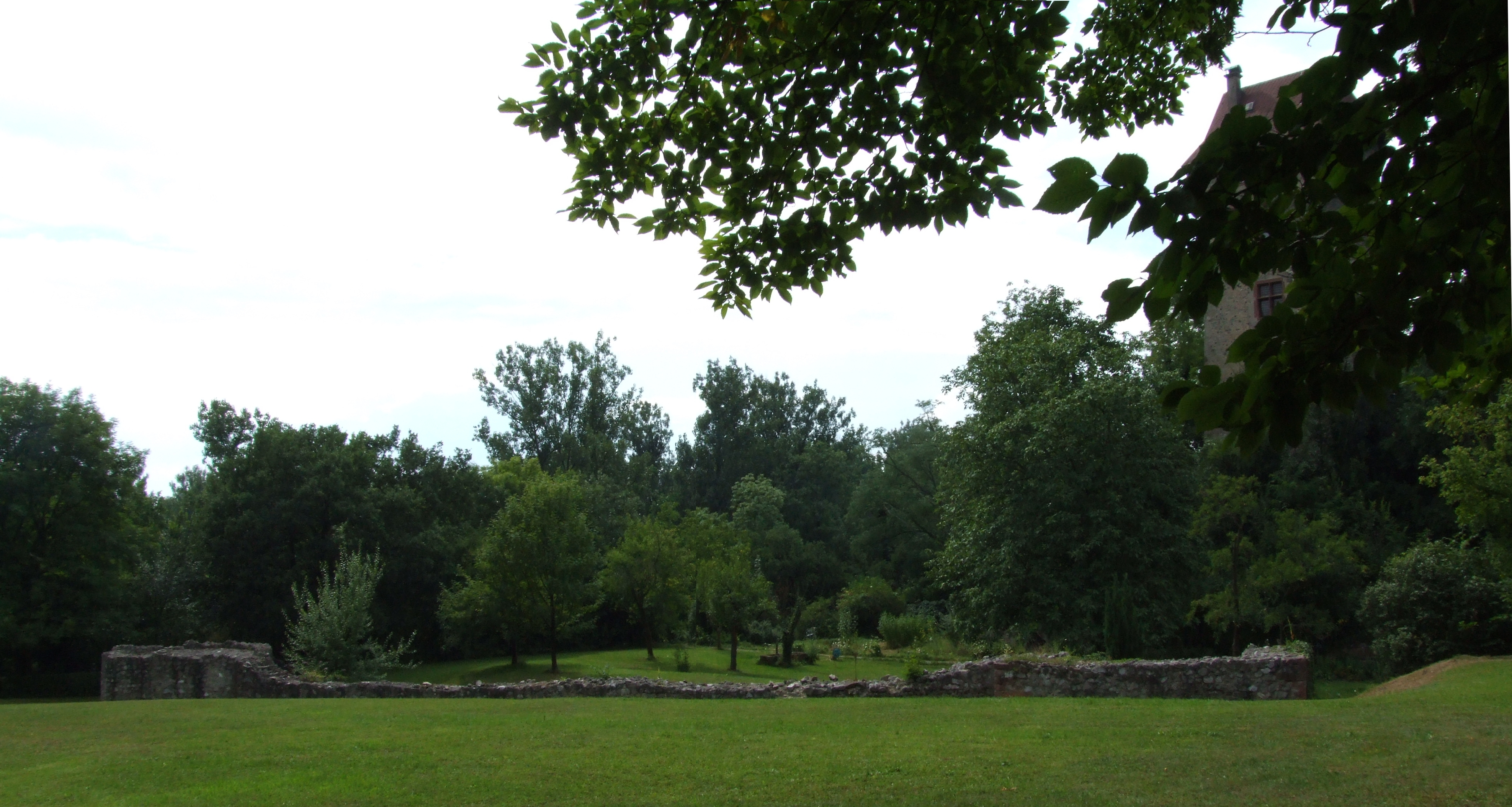
Restos de parede do castro romano tardio no Castelo de Sponeck.

Em 1973, durante as escavações no promontório do Castelo Sponeck, foram descobertos os restos de um antigo castelo erguido por volta de 370 durante o reinado do imperador Valentiniano I. Paredes, torres e parte dos edifícios interiores puderam ser identificados. O complexo irregular assemelha-se mais a um castelo medieval do que a um castelo romano do Limes e adapta-se ao terreno com o curso das muralhas. Die Ostseite wurde durch eine 1,6 Meter starke Mauer mit zwei Ecktürmen abgeriegelt. Am höchsten Punkt des Felsens ist ein weiterer Turm anzunehmen, dessen Fundamente zum Teil ergraben werden konnten. De lá, uma linha de visão foi garantida para as bases militares antigas mais próximas no Reno e na Alsácia. O interior consistia em edifícios em enxaimel encostados nas paredes. As plantas baixas não puderam ser determinadas. O complexo relativamente pequeno, mas forte, medindo aproximadamente 40 × 50 metros serviu em conjunto com a fortaleza romana tardia vizinha do sul no Mons Brisiacus (Breisach) e os castros de Argentovária e Horbourg na atual Alsácia para garantir a travessia do Reno e a defesa contra os germanos. Die Anzahl von vier spätantiken Militäranlagen auf eng begrenztem Raum ist dabei einzigartig. Em 378, os alamanos cruzaram o Reno em Sponeck ou em Breisach, mas foram repelidos pelo imperador Graciano na Batalha de Argentovária. Nach der Fundlage innerhalb des Kastells und eines nahegelegenen Friedhofs, auf dem auch die Familienangehörigen der Soldaten bestattet waren, bestand das Kastell mindestens bis zum Abzug der Grenztruppen 401, wahrscheinlich aber darüber hinaus. Há algumas evidências de que a instalação serviu primeiro aos alemães e depois aos francos como base para garantir a travessia do Reno. Danach verfiel das Kastell, die strategisch günstige Lage des Felssporns wurde erst im Spätmittelalter wieder genutzt.

### Castelo de Colina

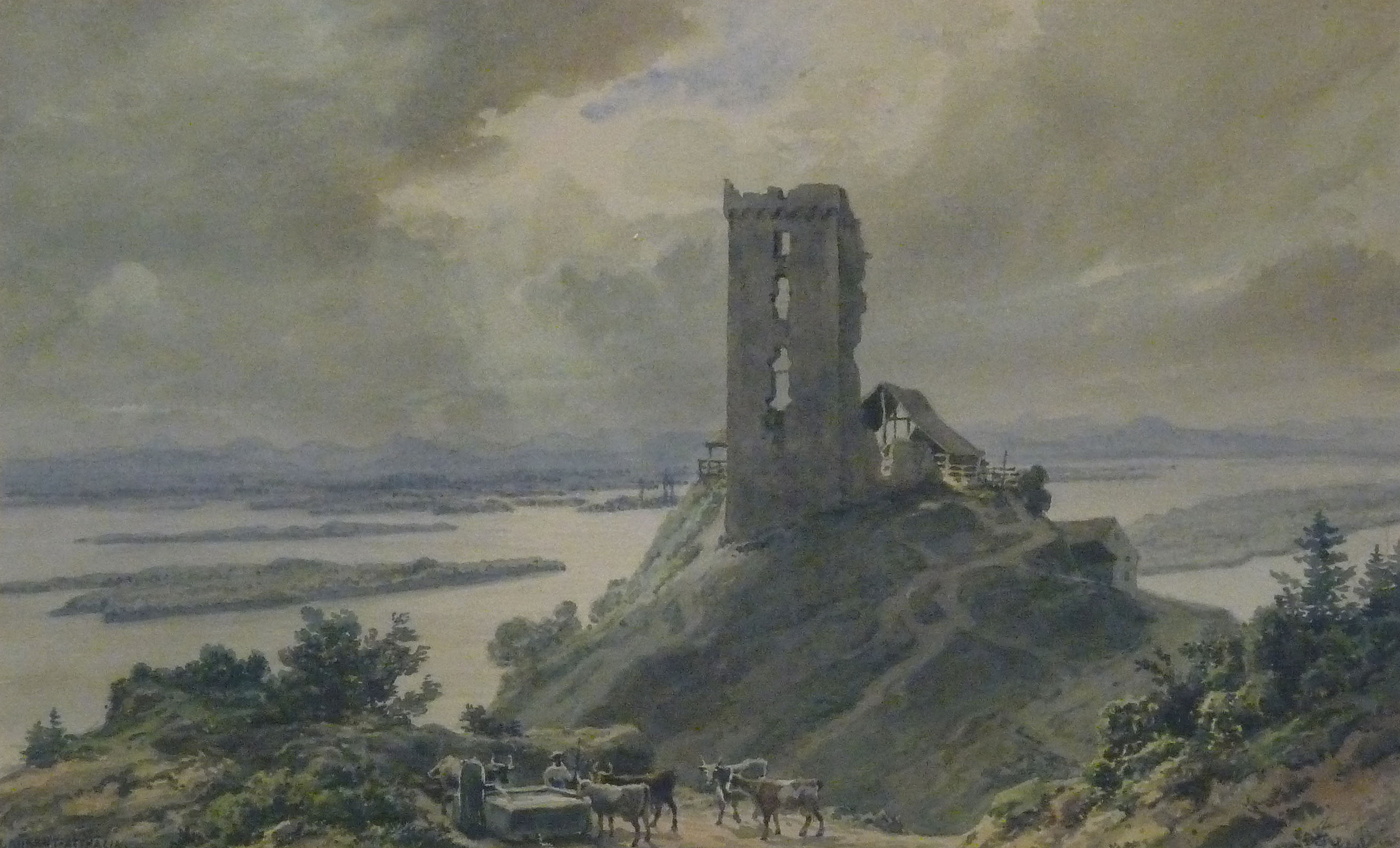
Vista do Castelo Sponeck, aquarela de Louis Laurent-Atthalin (1818–1893)

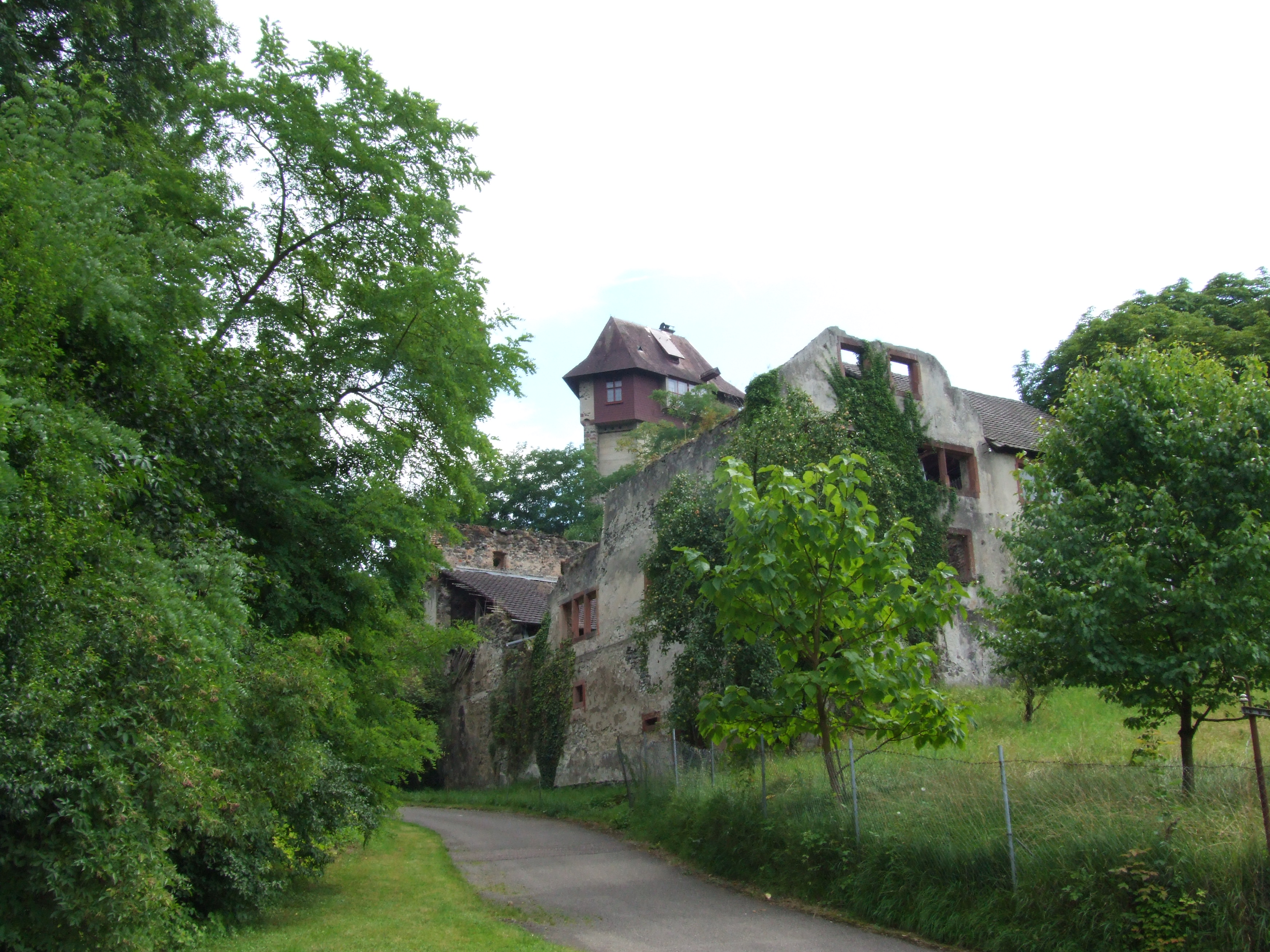
O castelo Sponeck agora

O castelo no topo da colina foi construído depois de 1281 sobre o antigo forte. Após a rixa do rei Rodolfo I com a cidade de Friburgo na Brisgóvia, o tratado de paz de 23 de outubro de 1281 estipulou uma extensa compensação: o castelo imperial de Zähringen teve que ser reparado e a cidade foi solicitada a pagar 800 marcos de prata para construir um novo castelo. Como Spanegg também era um feudo imperial e permaneceu um castelo imperial e nenhum outro castelo foi construído em Brisgóvia, só pode ter sido o Castelo de Sponeck. Die Burg Breisach wurde erst 1315 zu einer Reichsburg ernannt. Der jeweilige Schultheiss hatte die Schlüsselgewalt für die Burg.
Em 1245 os Spenlin eram os senhores do castelo em Breisach. Hildenrand Spenlin é mencionado como testemunha em 1262 em um documento do antigo mosteiro de Marienau em Breisach. Em 1276, por ordem do rei Rodolfo, resolveu uma disputa entre o mosteiro de Tennenbach e o castelo de Keppenbach. Em 1305 Spanegg foi mencionado pela primeira vez como propriedade de Johannn, filho do cavaleiro Hildebrand Spenli, prefeito imperial de Breisach. Em 1324, o conde Ulrico III de Württemberg comprou o condado de Horburg, o condado de Witkisau, o castelo de Bilstein, Reichenweier, o castelo e a cidade de Zellenberg. Bischof Berthold von Straßburg eroberte nur den Anteil Zellenberg zurück. 1374 erwarb Württemberg von Markgraf Otto von Hachberg die Burg Sponeck und das Dorf Riegel um 1500 Mark Silber. Sponeck verblieb bei der Herrschaft Horburg und blieb stets Reichslehen. 1502 wurde die Burg durch Würtenberg wieder ausgelöst, Pfandinhaber waren zuletzt die Brüder Balthasar und Johannes von Ow.
Após a expulsão do duque Ulrico von Vurtemberga em 1522, o castelo passou para a posse do arquiduque Fernando. Ele vendeu para Caspar Fabri. Deste Sponeck veio ao Bispo de Constança, após sua morte o governo da Áustria Anterior em Ensisheim decidiu leiloar publicamente o castelo, que ocorreu em 11 de março de 1540 a Jacob de Berckheim por 680 florins. Em 1546 ele deixou o castelo para Conrado IV Conrado IV de Tubinga-Lichteneck pela mesma quantia. Os condes palatinos de Tubinga já possuíam muitas propriedades em Brisgovia e em 1472 adquiriram Burgheim e o castelo de Limburg. Em agosto de 1634, o complexo do castelo foi reparado pelas tropas margravais de forma improvisada para poder aproveitar a localização estratégica da balsa do Reno, mas foi novamente abandonado em setembro.
Durante a Guerra dos Trinta Anos o castelo estava em ruínas. O nome dos condes de Sponeck, que estão relacionados com a casa de Vurtemberga, deriva do castelo. Com o contrato de troca e epuração (Tausch- und Epurationsvertrag) de 1806, o castelo passou do reino de Vurtemberga para o grão-ducado de Baden.
Em 1781 ou 1802, o chefe do governo da Áustria Anterior, Egid Karl von Fahnenberg, tentou adquirir o castelo e a propriedade pertencente de Württemberg. Era seu plano pedir dinheiro de proteção dos judeus nesta área baixo a imediatidade imperial.

## A facilidade hoje
Nada resta do complexo histórico do castelo. Tinha um castelo principal de cerca de 22 por 25 metros com um palas de cerca de 9 por 7 metros, um bergfried com uma área útil de cerca de 12 por 12,5 metros e uma espessura de parede de cerca de 1,7 metros e um bailey exterior com uma torre de menagem. Os edifícios ainda hoje visíveis, alguns dos quais em ruínas, são, como a torre, acréscimos estruturais dos séculos XIX e XX. Os restos restaurados de um muro de pedra e duas torres de canto foram preservados do castro romano.

## Literatura
- Franz Xaver Kraus: Die Kunstdenkmäler des Grossherzogthums Baden, Band 6, Tübingen 1904, S. 86–87 (Satélite digital da Biblioteca da Universidade de Heidelberg).
- Alfons Zettler, Thomas Zotz: Die Burgen im mittelalterlichen Breisgau. Halbband 1: A – K. Nördlicher Teil. (Archäologie und Geschichte. Freiburger Forschungen zum ersten Jahrtausend in Südwestdeutschland, Band 14), Jan Thorbecke Verlag, Ostfildern 2003, ISBN 3-7995-7364-X, S. 215–221.
- Max Miller (Hrsg.): Handbuch der historischen Stätten Deutschlands. Band 6: Baden-Württemberg (= Kröners Taschenausgabe. Band 276). Kröner, Stuttgart 1965, DNB 456882928.
- Philipp Filtzinger, Dieter Planck, Bernhard Cämmerer (Hrsg.): Die Römer in Baden-Württemberg. Konrad Theiss Verlag, Stuttgart/Aalen 1986, ISBN 3-8062-0287-7.